# LaFayette (ciruela)
LaFayette es una variedad cultivar de ciruelo (Prunus domestica), de las denominadas ciruelas europeas.
Una variedad de ciruela de parentales desconocidos, se cree que se originó en Nueva York en algún momento del primer cuarto del siglo XIX  gracias a un tal "Sr. Gifford" como plántula obtenida de un hueso procedente de Orleans. Los frutos de tamaño mediano a grande de forma ovalada a redondeada, ligeramente asimétrica, color de piel negro violáceo, con mucha pruina, y pulpa de color amarillo verdoso, medianamente jugosa, tierna, dulce, suave y agradable; de buena calidad.

## Sinonimia
- "Gifford's LaFayette,
- "Lafayette".

## Historia
'Lafayette' variedad de ciruela la cual se cree que se originó en Nueva York en algún momento del primer cuarto del siglo XIX  con un tal "Sr. Gifford" como plántula obtenida de un hueso procedente de Orleans. En su momento no se popularizó y fue rechazada por la "Sociedad Pomológica Americana" en 1858, pero no se sabe con certeza por qué fracasó, a juzgar por las descripciones dadas en las referencias anteriores ni por su comportamiento en el huerto de la  estación de Nueva York. El fruto es bueno, aunque no destaca por la riqueza de su sabor; su tamaño es grande y su color atractivo. Además, es tan tardío que se encuentra prácticamente solo en su temporada. Una nueva prueba comercial de esta antigua variedad podría ser útil. El árbol es interesante por la marcada tendencia de las flores a desarrollar pétalos a partir de los estambres.
'Lafayette' ha siso descrita por :1. Prince Pom. Man. 2:96. 1832. 2. Tucker's Gen. Farmer 3:153. 1839. 3. Elliott Fr. Book 427. 1854. 4. Am. Pom. Soc. Rpt. 222, 244. 1858. 5. Hogg Fruit Man. 368. 1866. 6. Downing Fr. Trees Am. 916. 1869. 7. Guide Prat. 160, 359. 1895.

## Características
'Lafayette' árbol de tamaño mediano, copa redondeada, productivo; ramillas robustas, con entrenudos largos; cicatrices foliares grandes; hojas plegadas hacia arriba, ovaladas u obovadas, rugosas; margen crenado, con pequeñas glándulas oscuras; pecíolo pubescente, teñido de rojo, con un máximo de tres glándulas pequeñas, generalmente en el peciolo; floración intermedia en tiempo y duración; flores que aparecen después de las hojas, de color blanco cremoso; pareadas; lóbulos del cáliz largos y delgados.
'Lafayette' tiene un fruto de tamaño mediano a grande de forma ovalada a redondeada, ligeramente asimétrica, con ligera protuberancia en la parte superior dorsal, sutura definida, del mismo color que el resto del fruto, transparente, en depresión muy ligera en toda su extensión; epidermis muy fuerte, con la piel negro violáceo, con mucha pruina; pedúnculo mediano o largo, fino, pubescente, muy adherente a la carne; pulpa de color amarillo verdoso, medianamente jugosa, tierna, dulce, suave y agradable; de buena calidad.
Sin Hueso o casi sin hueso, de dos centímetros y medio por quince centímetros, irregular ovalado, aplanado, con un ápice agudo y ligeramente oblicuo.
Su tiempo de recogida de cosecha es tardío, se inicia en su maduración en la tercera decena de septiembre.

## Usos
Ciruela antigua que está descrita, pero no se cultiva.